# Capela de Nossa Senhora das Vitórias (Vasco da Gama)
A Capela de Nossa Senhora das Vitórias  é uma capela pertencente ao Club de Regatas Vasco da Gama, situada dentro do Complexo Esportivo de São Januário. É dedicada a Nossa Senhora das Vitórias, padroeira da agremiação.
O templo foi inaugurado a 26 de agosto de 1961, na gestão do presidente Arthur Braga Rodrigues Pires. Sua construção foi iniciada em 15 de agosto de 1955, com a instalação e benção à Pedra Fundamental da igreja pelo então bispo Dom Hélder Câmara, e contou com a ajuda de dez clubes portugueses, que mandaram caixas com terras de suas sedes. Porto, Benfica e Sporting foram alguns deles. A iniciativa do projeto da capela partiu dos Grandes-Beneméritos Álvaro Nascimento Rodrigues, jornalista do Jornal dos Sports, e José Ribeiro de Paiva, tesoureiro do clube na época da construção de São Januário.
Na capela são celebrados batizados, casamentos, missas e velórios. É muito utilizada também pelos atletas em momentos decisivos, como concentrações antes dos jogos. Além deles, os sócios e funcionários do clube a visitam frequentemente. Por esta capela já passaram jogadores famosos como: Romário, Edmundo e Roberto Dinamite, que inclusive se casou nela. Em 2019, os corpos dos ex-presidentes Eurico Miranda e Antônio Soares Calçada foram velados na Capela.
A capela Nossa Senhora das Vitórias se localiza atrás do gol da estátua de Romário, à direita da tribuna de honra e próxima ao Parque Aquático Vasco da Gama. A importância do templo é tão grande para a instituição que vários projetos para a remodelação do estádio de São Januário já foram inviabilizados e descartados por considerarem a demolição ou deslocamento da capela.